# دانی پارک (آریزونا)
دانی پارک (به انگلیسی: Doney Park) یک منطقهٔ مسکونی در ایالات متحده آمریکا است که در آریزونا واقع شده‌است. دانی پارک ۳۸٫۷۳ کیلومتر مربع مساحت و ۳٬۸۹۴ نفر جمعیت دارد.